# Nguyễn Văn Nghĩa (phi công)
Nguyễn Văn Nghĩa (sinh ngày 3 tháng 5 năm 1946) là một Đại tá phi công người Việt Nam của lực lượng Không quân nhân dân.

## Thân thế và sự nghiệp
Nghĩa sinh ngày 3 tháng 5 năm 1946 tại Quảng Ngãi. Năm 1955, ông theo cha tập kết ra Bắc.
Tháng 6 năm 1965, Nghĩa trúng tuyển phi công quân sự và được đưa đi đào tạo lái máy bay Mikoyan-Gurevich MiG-21 tại Trường Không quân Serov – Krasnodar ở thành phố Krasnodar của Liên bang Xô Viết. Ngày 8 tháng 4 năm 1968, ông tốt nghiệp khóa đào tạo và quay trở về nước, chiến đấu trong Trung đoàn 921 (Đoàn Không quân Sao Đỏ).
Vào giai đoạn cuối của cuộc chiến kéo dài gần 20 năm, Nghĩa là phi công đầu tiên bắn rơi thành công chiếc F-4 Phantom II của Không quân Hoa Kỳ trong chiến dịch Linebacker II, là phi công MiG-21 đầu tiên của Việt Nam điều khiển chiếc Northrop F-5 và cũng là giáo viên bay đầu tiên trên loại máy bay này của Không quân Việt Nam. Ông đã được chính quyền Bắc Việt trao tặng danh hiệu Anh hùng Lực lượng vũ trang nhân dân vào ngày 3 tháng 9 năm 1973 khi chỉ vừa mới mang cấp bậc Thượng úy.
Nguyễn Văn Nghĩa là phi công đạt đến cấp độ ACE trong chiến tranh Việt Nam, một danh hiệu dùng để phong cho những phi công đã bắn rơi từ 5 máy bay đối phương trở lên. Sau nhiều năm công tác trong lực lượng không quân, ông được luân chuyển sang làm việc trong ngành Hàng không và giữ chức vụ hiệu trưởng Trường Hàng không Việt Nam cho đến khi rời nhiệm kỳ vào năm 2007.
Năm 2016, Nghĩa được mời tham dự một cuộc gặp giữa các phi công Việt Nam và Mỹ từng là cựu thù của nhau trên bầu trời Bắc Việt và lần thứ tư là năm 2022 ở thành phố San Antonio của tiểu bang Texas tại Hoa Kỳ. Ngoài ra, ông cũng đã phát hành cuốn hồi ký "Không chiến" gần 800 trang trong năm 2020 ghi lại chi tiết chuyến hành trình cuộc đời và sự nghiệp của mình, đặc biệt là quãng thời gian làm phi công cho Không quân Việt Nam.

## Tác phẩm
- Nguyễn Văn Nghĩa (2020). Không chiến: Hồi ức. Hà Nội: Nhà xuất bản Quân đội nhân dân. ISBN 978-604-51-6333-7. OCLC 1410754088. Bản gốc lưu trữ ngày 3 tháng 9 năm 2024. Truy cập ngày 3 tháng 9 năm 2024.